# Hainberg-Gymnasium Göttingen
Das Hainberg-Gymnasium ist ein Gymnasium in Göttingen mit ca. 1200 Schülern und gehört seit 1993 zu den circa 200 UNESCO-Projektschulen in Deutschland. Ihren Namen erhielt die Schule durch ihre Lage am Fuße des Hainbergs. 2016 feierte das Gymnasium sein 150-jähriges Bestehen unter dem Motto „Wir sind mehr als Schule“.

## Geschichte

### Vorgeschichte
Nach der Revolution von 1848 verstärkte sich der Druck hin zu einer weiterführenden Schulbildung für Mädchen. Zwar existierte bereits vorher, mit der vom Stadtsuperintendenten Johann Philipp Trefurt 1806 gegründeten privaten „Universitätstöchterschule“, eine Mädchenschule in Göttingen, die allerdings 1837, aufgrund von Finanzierungsschwierigkeiten, geschlossen worden war. Erst ab dem Jahr 1851 kam die Forderung nach einer höheren Töchterschule wieder auf, welche sich an die koedukative Elementarschule anschließen sollte, die sich 1843 konstituiert hatte und bis 1901 bestand.
1865 leitete schließlich ein erneuter städtischer Kommissionsvorschlag die Schulgründung im Jahre 1866 an. Die Leitung der Schule wurde an Ludwig Morgenstern übertragen, während die Schulaufsicht von einer Schulkommission aus Mitgliedern des Rates und Konsistoriums wahrgenommen wurde. Am 18. Oktober 1866 eröffnete man die Schule, in die Mädchen vom 6. bis 14. Lebensjahr, in fünf Klassen, gehen konnten. Der Stundenplan unterlag den Vorstellungen des damaligen Industriellen Zeitalters und sollte die Frau auf eine selbstständigere gesellschaftliche Stellung vorbereiten, wie es auch der Kommissionsbericht zur Gründung der Schule forderte. Lehrfächer waren unter anderem Religion, Deutsch, Französisch, Englisch, Rechnen, Geschichte, Schönschreiben, Singen, Handarbeiten und Turnen. Schulleiter Ludwig Morgenstern legte besonderen Wert auf eine christliche Erziehung, was ihn oftmals in Schwierigkeiten mit der Obrigkeit brachte. So ließ er religiöse Ansätze in sein Lehrbuch der Physik einfließen und unterlief patriotische Schulfeiern auf kirchlichem Wege. Ab 1878 musste der welfisch gesinnte Morgenstern der Stadt vor eventuellen Feiern ein Programm vorlegen.
1880 erhielt die nun bereits fest etablierte Schule ein neues Schulgebäude am Wall, welches am 6. April unter der Leitung Morgensterns eingeweiht wurde.

### Neubau 1913

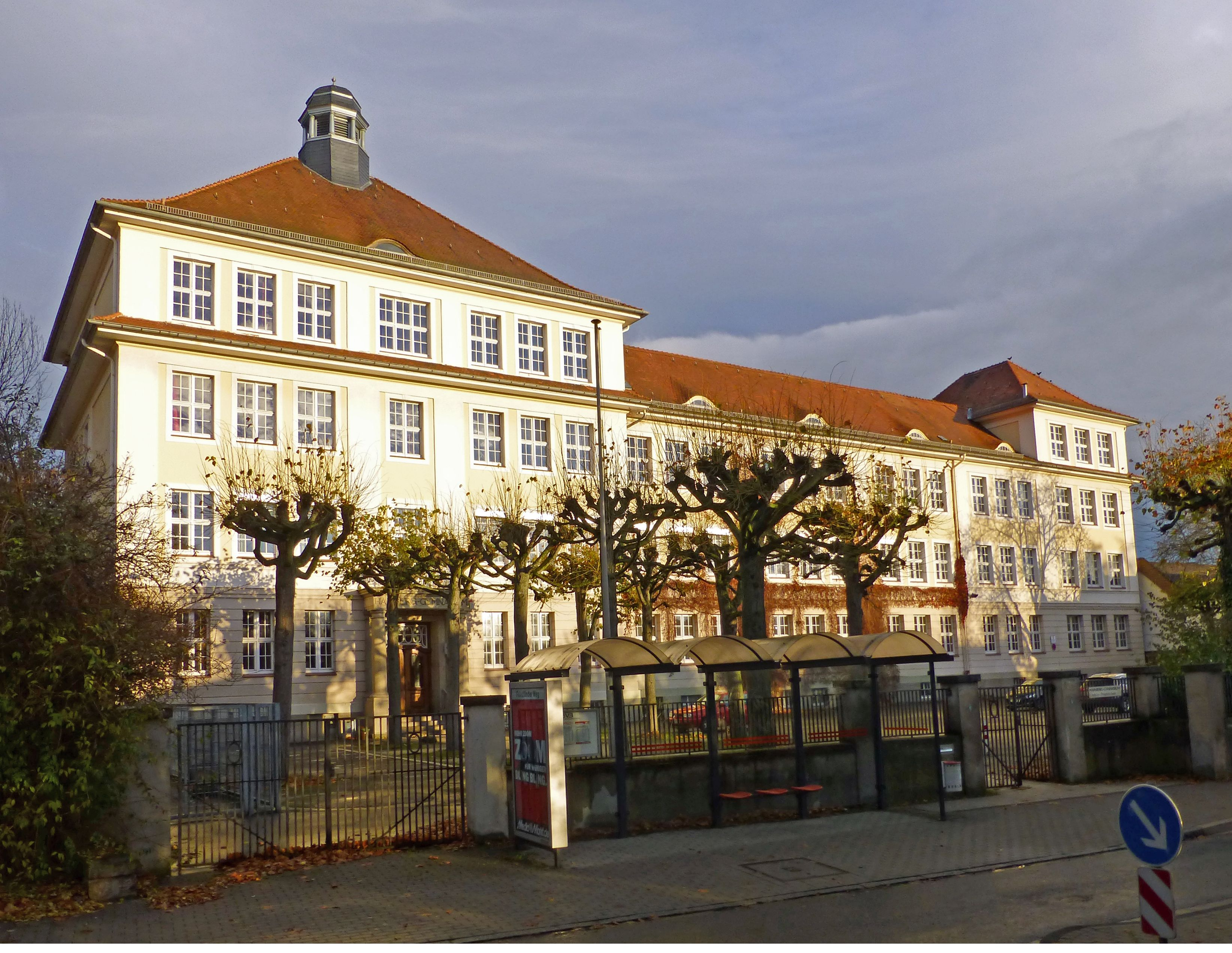
Straßenfront des Hainberggymnasiums

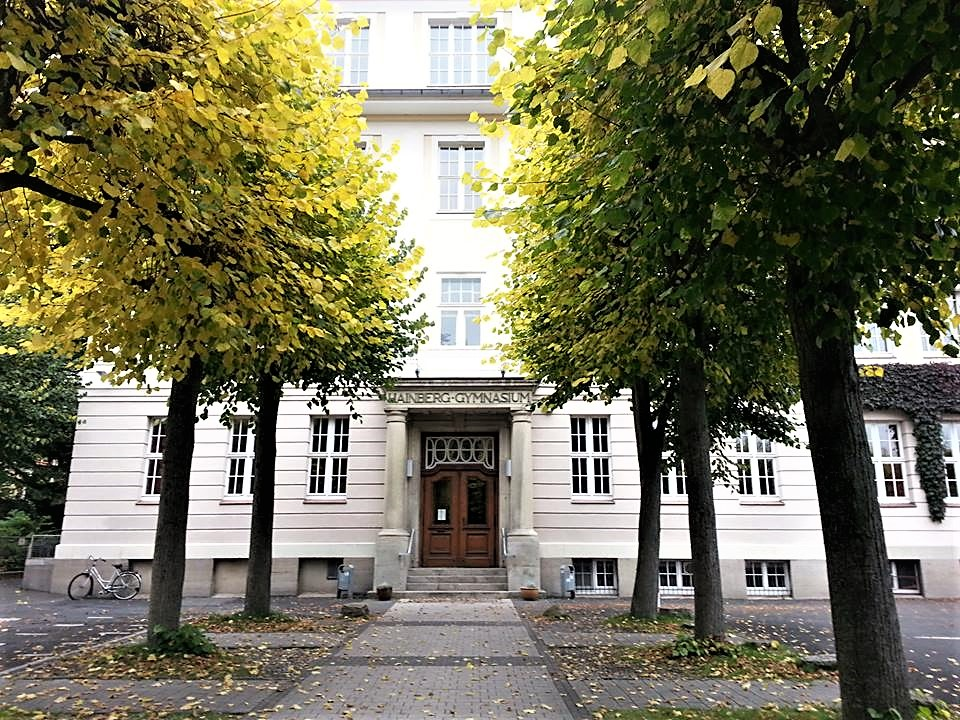
Eingangsportal Hainberg-Gymnasium zu Göttingen in Niedersachsen

Das Gebäude des heutigen Hainberg-Gymnasiums am Friedländer Weg bezog die Höhere Mädchenschule, die ab 1909 als ein Lyzeum gezählt wurde, ein Jahr vor Ausbruch des Ersten Weltkrieges, am 19. Mai 1913. Dabei war der Neubau nicht unumstritten. Viele plädierten für einen Erweiterungsbau, andere setzten sich für einen Neubau ein. Schließlich entschied man sich am 27. März 1911 für die Option des Neubaus nach Plänen des damaligen Stadtbaurats Otto Frey, welcher 540.000 Mark kostete. Darüber hinaus konnte noch das gesamte Schulinventar aus diesem Betrag gestellt werden.
Vor dem Ersten Weltkrieg, und danach bis 1924, führte das Lyzeum nur bis zur Mittleren Reife. Ab 1904 versuchte der Verein „Frauenbildung – Frauenstudium“ eine sogenannte Vollanstalt aus dem Lyzeum zu machen. Bei der Gründungsveranstaltung der privaten Studienanstalt 1911 hielt Helene Stöcker einen Vortrag über Die Unzulänglichkeit der heutigen Mädchenbildung. Ostern 1914 bestanden die ersten vier Schülerinnen ihr Abitur, bis 1924 legten schließlich insgesamt 68 Schülerinnen ihr Abitur in der Studienanstalt ab.
Durch die Einführung der Grundschulpflicht entfiel ab 1921 die Vorstufe des Lyzeums, drei Jahre später wurde die Schule Oberlyzeum und ermöglichte 1927 den ersten 16 Schülerinnen, nun auch hier ihr Abitur abzulegen.

### 1933 bis 1945
Mit dem Jahr 1933 fand der Nationalsozialismus Einzug in die Schule. Aus der Schulchronik und den Protokollen der Konferenzen lässt sich entnehmen, wie schnell die von oben verordnete Anpassung stattfand. Die Schülerinnen wurden, gemäß der NS-Doktrin, zu Massenveranstaltungen missbraucht. So mussten sie im September 1933 beispielsweise zwei Stunden auf der Weender Straße zugunsten eines SA-Brigade-Appells Spalier stehen. Ab dem 15. August 1933 wurde der Hitlergruß eingeführt, Beamte hatten ihn auch außerhalb ihrer Dienstzeit zu leisten. Auch das Singen des Horst-Wessel-Liedes wurde von den Schülerinnen verlangt.
Wo man sich mit republikanischen Inhalten während der Weimarer Zeit noch schwertat, fand nationalsozialistisches Gedankengut schneller eine Verbreitung in der Schule. Zwar wurden die Schulbücher erst im Jahre 1936 umgestellt, so dass bis dahin noch anderer Unterricht möglich war und auch erteilt wurde, doch fand in den Köpfen der Lehrer bereits ein Umdenkprozess statt. Sie reihten sich in die ministeriell verordneten Lehrpläne ein und wurden angehalten, nach besten Kräften zum Aufbau eines nationalsozialistischen Staates beizutragen. Inwiefern die Lehrer diesen Erwartungen entgegenkamen, ist ungewiss. Mündliche Berichte belegen, dass es vielfältigen inneren wie auch äußeren Widerstand gegeben haben muss.
1937 wurden die ersten Reifeprüfungen an der 1934 eingerichteten und auf drei Jahre festgelegten Frauenoberschule abgelegt. Curriculare Schwerpunkte lagen dabei im hauswirtschaftlichen und sprachlichen Bereich. 1936 erhielt die Schule das Recht, die Fahne der HJ zu hissen. Rund 90 Prozent aller Schülerinnen zählten damals zum BDM, die im Vergleich zu anderen Gymnasien jedoch bei den Altstoffsammlungen stets nur den letzten Platz in den Ergebnislisten erreichten.
In den letzten beiden Kriegsjahren fand regulärer Unterricht immer seltener statt. Das hing damit zusammen, dass ab 1944 immer häufiger Flüchtlinge in der Schule aufgenommen wurden. Allein am 15. September 1944 wurden 700 Flüchtlinge aus dem Aachener Raum aufgenommen. Später beschlagnahmte man Aula und Turnräume, um Flüchtlingen eine ständige Auffangstelle einzurichten.

### Nachkriegszeit seit 1945
Nach dem Zweiten Weltkrieg, der Göttingen am 8. April 1945 erreichte, fand die Schule nur allmählich wieder zurück zum normalen Unterricht. Zunächst wurden in der Höheren Mädchenschule ein Flüchtlingssammelstelle und dann ein Hilfskrankenhaus eingerichtet, bevor die britische Militärbehörde ab dem 20. Juli das gesamte Gebäude zu eigenen Zwecken beschlagnahmte. Ab Juli war zwar wieder Unterricht möglich, doch fehlten Räume für die knapp 700 Schülerinnen, und so musste der Unterricht im Freien stattfinden. Teilweise wich man damals auch auf die Groner Volksschule aus. Erst ab Ende November gab die Militärregierung wieder Teile der Schule für den Unterricht frei. 950 Schülerinnen, verteilt auf 23 Klassen in 13 Räumen, mussten von 10 Lehrkräften unterrichtet werden. Laut Stellenplan waren ursprünglich 28 Planstellen vorgesehen, jedoch wurden 6 Lehrer amtsenthoben. 4 von diesen 6 Lehrkräften unterrichteten allerdings bereits 1946 wieder an der Schule.
In den ersten Nachkriegsjahren bildeten die räumliche Enge, personelle Unterversorgung sowie große stoffliche Probleme durch die Anforderungen der Alliierten die größten Probleme, mit denen sich die Schule auseinanderzusetzen hatte. Dazu kam der Umstand, dass durch die vielen Flüchtlinge und Evakuierten die üblichen Anmeldezahlen bei weitem übertroffen wurden. So lagen bis zum Ende der vierziger Jahre jährlich über 300 Neuanmeldungen vor, 1946, unter der Schulleitung von Hans Erbe, stieg die Schülerinnenanzahl auf über 1000 an, so dass meist lediglich 50 Prozent der Schülerinnen nach einem Prüfungsverfahren aufgenommen werden konnten. Elf Jahre später, 1957, zählte man gar 1267 Schülerinnen.
Durch die steigenden Schülerinnenzahlen wurde ein Ausbau der Schule immer dringlicher. Zunächst gewann man 1949 mit der Luisenschule in der Baurat-Gerber-Straße eine Zweigstelle hinzu. Dass diese Lösung nur eine vorübergehende sein sollte, zeigte sich 1953, als man durch die Erweiterung des Südflügels fünf neue Klassenräume hinzugewann. Eine weitere Entlastung stellte 1957 das Neue Gymnasium (heute Theodor-Heuss-Gymnasium) dar, das zu dieser Zeit vier Klassen übernahm.
Die innere Entwicklung der Schule bezeugte, dass sie sich in der Zwischenzeit zu einem herkömmlichen Gymnasium ausbildet hatte. Das lag unter anderen daran, dass sie ab 1948 ein altsprachliches und ab 1951 ein mathematisch-naturwissenschaftliches Fachgebiet erhielt. Im Gegensatz dazu endete der hauswirtschaftliche Zweig im Jahre 1951. Doch kannte die Einrichtung neuer Zweige auch Grenzen, was vor allem in der Benennung der Einrichtung zu bemerken war. Ab 1961 entstand wieder der Schultyp der sogenannten „Frauenoberschule“.
Argumentativ knüpfte man an Traditionen des 19. Jahrhunderts an und versuchte, sich von anderen Oberstufen abzugrenzen. Man unterwies die Schülerinnen in Kindererziehung, Hauswirtschaft und Wohlfahrtspflege. Kritiker sprachen damals von einem „Pudding-Abitur“. Fortschrittlicher zeigte sich die Schule in der Einbeziehung von Praktika, so war ein vierwöchiges Kindergarten- und Haushaltspraktikum obligatorisch und stets sehr ertragreich. Auch wenn kritische Stimmen gegenüber diesem Modell aufkamen, die besagten, dass die Mädchen auf ihre zukünftigen Aufgaben als Frau und Mutter vorbereitet werden sollten, argumentierte man damit, dass damit eine größere Lebensnähe gegeben sei, als sie in anderen Gymnasien möglich war.

### Erweiterungsbau von 1966 bis 1968
1966–1968 entstand südöstlich des Altbaus ein großer viergeschossiger Erweiterungsbau nach Plänen des Göttinger Architekturbüros Friedrich Hopfberger. Der Neubau besteht aus einem um einen Innenhof gelagerten Gebäudekörper, der durch einen zwischentrakt mit dem Altbau verbunden ist. Die Fassade des Stahlbetonskelettbaus besteht aus zeitgenössisch typischen, vorgefertigten Fensterbrüstungs- und Kunststeinelementen.

### Geschichte seit den 1970er-Jahren
1978 legten die letzten Schülerinnen ihr Abitur an der Frauenoberschule ab. Die Tradition der Mädchenoberschule ging zu Ende und fortan wurden Schüler und Schülerinnen in Koedukation gemeinsam unterrichtet. Schon einige Jahre zuvor, seit 1971 unter der Schulleitung von Wilhelm Weppner, besuchten die ersten Jungen die Schule. Die Bildungsanstalt erhielt mit der Einführung der Koedukation 1978 auch ihren heutigen Namen und entwickelte sich zu einem der größten Gymnasien in Niedersachsen. Im Jahre 1980 zählte man 1670 Schüler, man hielt Schichtunterricht und baute das Schulgebäude weiter aus, zuletzt im Frühjahr 2010 durch eine Kantine.
Am 22. April 1999 wurde eine Gedenkstätte für die vom Hitler-Regime verfolgten, ehemaligen jüdischen Schülerinnen des Hainberg-Gymnasiums eingeweiht.

## Über das Hainberg-Gymnasium

### Organisation
Das Hainberg-Gymnasium ist ein Gymnasium im herkömmlichen Sinne, welches sich im Wandel zur Ganztagsschule befindet. Im Zusammenhang hiermit wurde 2009 die Rhythmisierung eines Schultags neu strukturiert. Dies betraf die Erhöhung der Stundendauer von 45 min auf 90 min sowie eine veränderte Pausendauer von 20 min nach 90 min Unterricht und einer 50 min. Mittagspause vor der vierten Doppelstunde. Der architektonische Aufbau der Schule umfasst sieben Teile: Alt- und Neubau, alte und neue Turnhalle, neue Kantine Pausenhöfe und Sportplatz sowie die Außenstelle HG Junior (Immanuel-Kant-Straße 44A).

### Spezielle Angebote
An diesem Gymnasium werden ein zweisprachiger Zweig und in den Jahrgängen 8 und 9 Wahlpflichtunterricht angeboten. Am Hainberg-Gymnasium ist es möglich, das Fach Chinesisch zu belegen, was eine Besonderheit darstellt. Mit der Fremdsprachenschule Nanjing besteht eine Schulpartnerschaft.
Das Hainberg-Gymnasium ist Mitglied im Kooperationsverband für Hochbegabtenförderung. Im Rahmen der Begabtenförderung werden am HG freiwillige Angebote zu verschiedenen Fächern gemacht, so gibt es einen Kunstkreis, Mathe-Clubs verschiedener Jahrgangsstufen und eine „Forscherwerkstatt“.
Das Hainberg-Gymnasium unterhält mehrere Schülerchöre, einen Lehrerchor, einen Elternchor (CHOROPHÄEN), den M-Chor, die Chorsardinen und noch weitere. Außerdem hat die Schule in Kooperation mit dem Felix-Klein-Gymnasium die Bigband JAZZTIFIED, eine Beginnerband und mehrere Bläserklassen. Außerdem gibt es Angebote für die Instrumente Bass, Gitarre, Keyboard, Schlagzeug und Xylophon. Seit 2019 wird außerdem das Trommeln in einer Samba-Gruppe angeboten.

### UNESCO-Projekt

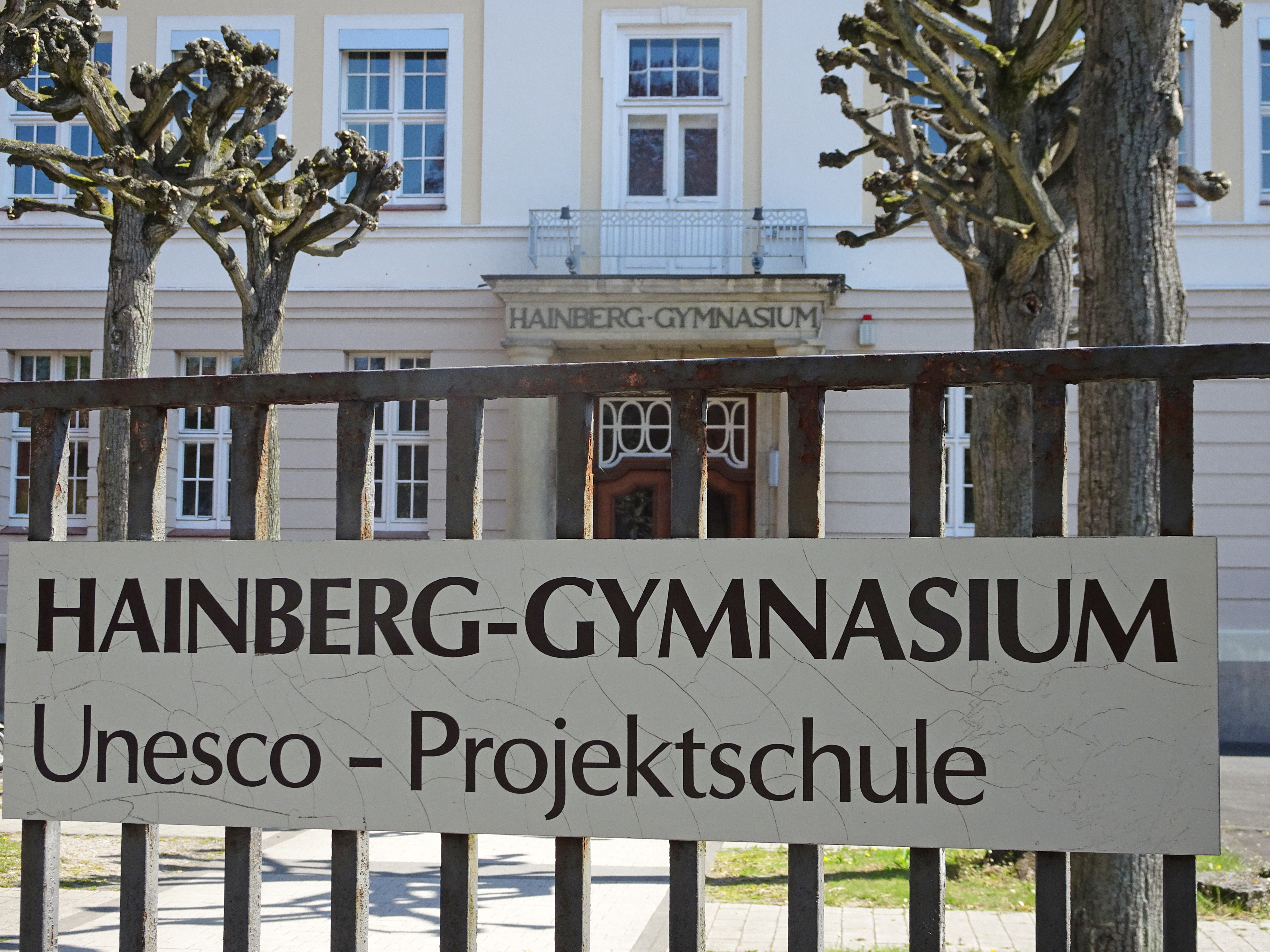
Schild am Zaun des Schulgeländes

Seit 1993 ist das Hainberg-Gymnasium eine UNESCO-Projektschule. Die Voraussetzung zur Titelverleihung ist die Verpflichtung zur kontinuierlichen Mitarbeit im UNESCO-Schulnetz und damit die Umsetzung des Ziels der UNESCO – die Erziehung zu internationaler Verständigung und Zusammenarbeit – in schulischen und außerschulischen Bereichen wie beispielsweise dem Kloster Lorsch und Austauschprogrammen mit Partnerschulen. Das Hainberg-Gymnasium hat interkulturelle (Austausch-)Kontakte nach Tansania, seit 1990 nach Polen, seit 1996 nach Belarus, seit 1997 nach Spanien, seit 1999 nach Bolivien, seit 2000 nach Litauen, seit 2002 nach Chile, sowie Austauschprogramme mit Frankreich, Italien, China, England, Südkorea und Tschechien.
In den Jahrgangsstufen 8 und 9 sind sogenannte „Wahlpflichtunterrichte (WPU) UNESCO“ im Stundenplan enthalten, die im Rahmen eines fächerübergreifenden Unterrichts ausgewählte Themen aus Politik und Erdkunde erarbeiten, teilweise auch in Freiarbeit und unter Einbeziehung außerschulischer Lernorte.
Im Seminarfach UNESCO, in der Qualifikationsphase, sollen die Schüler unter dem Oberbegriff „Lernen für die Welt von morgen“ auf die pluralistische Gesellschaft vorbereitet werden.

### Auszeichnungen
Im Januar 2012 wurde das Hainberg-Gymnasium mit dem Schülerfriedenspreis 2011 des Landes Niedersachsen ausgezeichnet. Mit der Preisvergabe wurden fünf Projekte der Schule gewürdigt, die dem Zusammenleben mit Fremden, der Verbesserung der Völkerverständigung, der Gewaltprävention sowie dem Abbau von Vorurteilen dienen.

### Kooperationspartner
Kooperationspartner des Hainberg-Gymnasiums sind die Firmen Sycor AG und Sartorius AG, das DLR School Lab, der Fußballverein Hannover 96, das Kloster Lorsch, das Architektenbüro Wagener sowie der Weltladen Göttingen. Außerdem besteht ein Kooperationsvertrag mit der Privaten Fachhochschule Göttingen.

## Ehemalige bekannte Schüler
- Maria Goeppert-Mayer (1906–1972), deutsch-amerikanische Physikerin, Nobelpreis für Physik (1963)
- Hannah Vogt (1910–1994), deutsche Autorin
- Elisabeth Noelle-Neumann (1916–2010), deutsche Hochschullehrerin
- Inge Feltrinelli (1930–2018), deutsch-italienische Fotografin und Verlegerin
- Werner Bartens (* 1966), deutscher Autor
- Sandra Nasić (* 1976), Sängerin der Rockband Guano Apes
- Arne Kreutzfeldt (* 1978), deutscher Fernsehproduzent
- Korbinian von Blanckenburg (* 1979), deutscher Volkswirt
- Marco Grimaldi (* 1983), deutscher Basketballspieler
- Adriano Grimaldi (* 1991), deutsch-italienischer Fußballspieler